# Mergenthau
Mergenthau ist ein Gemeindeteil von Kissing im schwäbischen Landkreis Aichach-Friedberg in Bayern. Das Dorf liegt circa einen Kilometer nördlich von Kissing.

## Baudenkmäler
- Schloss Mergenthau